# José Sarney
José Sarney de Araújo Costa (sinh ngày 24 tháng 4 năm 1930; tên khai sinh là José Ribamar Ferreira de Araújo Costa) là một chính trị gia, luật sư và nhà văn người Brazil từng là Tổng thống thứ 31 của Brazil từ ngày 15 tháng 3 năm 1985 đến ngày 15 tháng 3 năm 1990. Ông là cựu Tổng thống sống lâu nhất, và, khi cái chết của João Figueiredo vào năm 1999, cựu Tổng thống duy nhất còn sống đã không được bầu trực tiếp.
Sarney đã trở thành một trong những nhà chính trị trẻ tuổi của UDN trong những năm 1950, là một phần của "Bossa Nova Generation", những nhà tư tưởng trẻ tìm cách tổ chức lại chính quyền hành chính và xoá bỏ chính phủ tham nhũng và những thực tiễn nguy hại cũ. Trong chế độ độc tài quân sự của Braxin, áp dụng hệ thống hai đảng, Sarney liên kết với đảng chính phủ, ARENA, trở thành chủ tịch của đảng vào năm 1979. Tuy nhiên, khi chế độ bị sụp đổ, ARENA chia tay trong cuộc bầu cử Paulo Maluf như Tổng thống Ứng cử viên. Sarney gia nhập các nhà bất đồng chính kiến, đóng vai trò quan trọng trong việc thành lập Đảng Mặt trận Tự do. Ông đã đồng ý chạy cho Phó Tổng thống trên chiếc vé của Tancredo Neves, của PMDB, trước đây là đảng đối lập với chính phủ quân sự. Neves đã thắng cuộc bầu cử tổng thống, nhưng bị ốm và chết trước khi nhậm chức, và Sarney trở thành Tổng thống. Ông bắt đầu nhiệm kỳ của mình với sự phổ biến lớn, nhưng ý kiến công chúng đã chuyển sang cuộc khủng hoảng nợ của Braxin và sự thất bại của Plano Cruzado để giảm lạm phát kinh niên.
Theo thời gian, Sarney và gia đình của ông đã thu hút rất nhiều ảnh hưởng của cuộc sống công cộng của Maranhao, và ngày nay ông được coi là đầu tiên của các đầu sỏ chính trị của Brazil. Sarney sở hữu những tờ báo và đài truyền hình quan trọng nhất ở Maranhao, và vẫn có ảnh hưởng ở đó. Sarney cũng đã phải đối mặt với nhiều cáo buộc về gia đình trị bệnh và tham nhũng trong sự nghiệp của mình. Trong năm 2009, tờ The Economist của Anh gọi cuộc bầu cử của ông là Chủ tịch Thượng viện "một thắng lợi cho chủ nghĩa phong kiến nửa đầu" và "sự trở lại của một thời đại của chính trị nửa phong kiến vẫn còn phổ biến ở các góc của Brazil và giữ phần còn lại của nó trở lại " nhà bình luận Roberto Pompeu de Veja của Veja coi ông là" đầu sỏ chính trị hoàn hảo ".
Sarney cũng là một nhà văn xuất sắc và là một thành viên của Học viện Văn học Brasil.